# Świdwin (stacja kolejowa)
Świdwin – stacja kolejowa w Świdwinie, w województwie zachodniopomorskim, w Polsce. Według klasyfikacji PKP ma kategorię dworca lokalnego.

## Ruch pasażerski
| Rok  | Wymiana pasażerska na dobę |
| ---- | -------------------------- |
| 2017 | 500-699                    |
| 2022 | 500-699                    |

Na stacji zatrzymują się pociągi: REGIO obsługiwane przez spółkę Przewozy Regionalne oraz pociągi IC i TLK spółki PKP Intercity.
7/8 lutego 1946 na stację w Świdwinie dotarł cofnięty ze Szczecina transport Niemców wysiedlanych z Pomorza. Na skutek niehumanitarnego traktowania przez polską eskortę, z powodu zamarznięcia zginęło 26 osób.